# Daniel Maldini
Pour les articles homonymes, voir Maldini.
Daniel Maldini, né le 11 octobre 2001 à Milan en Italie, est un footballeur international italien qui évolue au poste de milieu offensif à l'Atalanta Bergame. 
Il possède également la nationalité vénézuélienne par sa mère.Il est le fils de Paolo Maldini et le petit-fils de Cesare Maldini.

## Biographie
Né à Milan en Lombardie le 11 octobre 2001, il est le fils de Paolo Maldini, footballeur italien, star de l'AC Milan, et d'Adriana Fossa, une top model vénézuélienne. Il est ainsi également le petit-fils de Cesare Maldini, lui aussi joueur de premier plan du football italien et milanais, et le petit frère de Christian Maldini, ayant en son temps gravité autour du football professionnel. 

### En club
Daniel Maldini joue depuis toujours à l'AC Milan, où son nom jouit depuis des générations d'une aura particulière, qui avec son talent en font un des grands espoirs du club,,,.
Avec la génération 2001 de l'AC Milan, le jeune Daniel Maldini évolue au plus haut niveau dans les catégories juvéniles. Il remporte notamment le championnat national U16 en 2017 et marque 13 buts en U17 la saison suivante, et ce alors qu'il joue au poste de meneur de jeu.
Étant ensuite passé dans la catégorie primavera, il fait ses premiers entraînements avec les professionnels dès le début de la saison 2018-2019.
Le 2 février 2020, il fait ses débuts avec l'équipe senior contre le Hellas Vérone, entrant en jeu à la troisième minute du temps additionnel, remplaçant Samu Castillejo. Il devient ainsi le premier joueur né dans les années 2000 à jouer en pro avec l'AC Milan.  

### En sélection
Déjà international moins de 18 ans, il fait ses débuts en équipe d'Italie des moins de 19 ans le 14 août 2019 contre la Slovénie (en).
En octobre 2024, il honore sa première sélection avec l'équipe d'Italie lors de la Ligue des nations en entrant en jeu face à Israël à la 74e minute (victoire 4-1).

## Statistiques
| Saison                | Club                  | Championnat           | Championnat | Championnat | Championnat | Coupe(s) nationale(s) | Coupe(s) nationale(s) | Coupe(s) nationale(s) | Compétition(s) continentale(s) | Compétition(s) continentale(s) | Compétition(s) continentale(s) | Compétition(s) continentale(s) | Italie | Italie | Italie | Total | Total | Total |
| Saison                | Club                  | Division              | M.          | B.          | P.d.        | M.                    | B.                    | P.d.                  | Comp.                          | M.                             | B.                             | P.d.                           | M.     | B.     | P.d.   | M.    | B.    | P.d.  |
| 2019-2020             | AC Milan              | Serie A               | 2           | 0           | 0           | -                     | -                     | -                     | -                              | -                              | -                              | -                              | -      | -      | -      | 2     | 0     | 0     |
| 2020-2021             | AC Milan              | Serie A               | 5           | 0           | 0           | -                     | -                     | -                     | C3                             | 4                              | 0                              | 0                              | -      | -      | -      | 9     | 0     | 0     |
| 2021-2022             | AC Milan              | Serie A               | 8           | 1           | 0           | 2                     | 0                     | 0                     | C1                             | 3                              | 0                              | 0                              | -      | -      | -      | 13    | 1     | 0     |
| Sous-total            | Sous-total            | Sous-total            | 15          | 1           | 0           | 2                     | 0                     | 0                     | -                              | 7                              | 0                              | 0                              | -      | -      | -      | 24    | 1     | 0     |
| 2022-2023             | Spezia Calcio (prêt)  | Serie A               | 17          | 2           | 0           | 2                     | 1                     | 0                     | -                              | -                              | -                              | -                              | -      | -      | -      | 19    | 3     | 0     |
| Sous-total            | Sous-total            | Sous-total            | 17          | 2           | 0           | 2                     | 1                     | 0                     | -                              | -                              | -                              | -                              | -      | -      | -      | 19    | 3     | 0     |
| 2023-2024             | Empoli FC (prêt)      | Serie A               | 7           | 0           | 0           | -                     | -                     | -                     | -                              | -                              | -                              | -                              | -      | -      | -      | 7     | 0     | 0     |
| 2023-2024             | AC Monza (prêt)       | Serie A               | 18          | 4           | 1           | -                     | -                     | -                     | -                              | -                              | -                              | -                              | -      | -      | -      | 18    | 4     | 1     |
| 2024-2025             | AC Monza              | Serie A               | 20          | 3           | 1           | 1                     | 0                     | 0                     | -                              | -                              | -                              | -                              | 2      | 0      | 0      | 23    | 3     | 1     |
| Sous-total            | Sous-total            | Sous-total            | 38          | 7           | 2           | 1                     | 0                     | 0                     | -                              | -                              | -                              | -                              | 2      | 0      | 0      | 41    | 7     | 2     |
| 2024-2025             | Atalanta Bergame      | Serie A               | 10          | 3           | 0           | 1                     | 0                     | 0                     | C1                             | -                              | -                              | -                              | 3      | 0      | 0      | 14    | 3     | 0     |
| Total sur la carrière | Total sur la carrière | Total sur la carrière | 87          | 13          | 2           | 6                     | 1                     | 0                     | -                              | 7                              | 0                              | 0                              | 5      | 0      | 0      | 105   | 14    | 2     |

## Palmarès
AC Milan
- Championnat d'Italie de football :
  - Champion : 2022

- Championnat d'Italie des moins de 16 ans
  - Champion en 2017.